# Chiesa di San Bernardo (Campomorone)
La chiesa di San Bernardo è un luogo di culto cattolico situato nel comune di Campomorone, in piazza Don Giacomo Verardo, nella città metropolitana di Genova. La chiesa è sede della parrocchia omonima del vicariato di Campomorone dell'arcidiocesi di Genova.

## Storia e descrizione

La zona dell'altare

Secondo alcune testimonianze storiche la chiesa parrocchiale fu costruita nel luogo dove già nel XV secolo sorgeva una cappella dedicata a santa Caterina d'Alessandria e menzionata in un atto notarile dell'11 maggio 1490. Nel XVI secolo la cappella fu sostituita da un altro edificio di culto, intitolato poi a san Bernardo e presente in un documento del 23 ottobre 1525.
La chiesa, fino ad allora succursale, fu eletta a parrocchia indipendente nel 1832 tramite l'apposito decreto di monsignor Placido Maria Tadini. La costruzione subì diverse modifiche e ampliamenti nel 1618, nel 1696 e nel 1736. I lavori del nuovo edificio parrocchiale iniziarono il 26 agosto del 1887, la posa della prima pietra fu benedetta dall'arcivescovo di Genova monsignor Salvatore Magnasco, su progetto dell'architetto Maurizio Dufour.
Subì un rallentamento nei lavori di edificazione a causa di un crollo di due arcate, verificatosi il 1º novembre del 1888, ma il 29 novembre del 1891 l'opera poté considerarsi conclusa e benedetta dallo stesso Magnasco che la elesse tra l'altro al titolo di arcipretura. Il nuovo campanile venne invece inaugurato il 24 ottobre 1893, mentre la consacrazione ufficiale della chiesa risale al 7 maggio 1921 ad opera di monsignor Giacomo De Amicis. Al suo interno è custodita una tela di Giovanni Andrea De Ferrari raffigurante la Madonna con il Bambino Gesù e i santi Monica e Agostino.